# William McGrattan
William Terrence McGrattan (ur. 19 września 1956 w London) – kanadyjski duchowny katolicki, w latach 2010-2014 biskup pomocniczy archidiecezji Toronto, w latach 2014-2017 biskup diecezjalny Peterborough, biskup diecezjalny Calgary od 2017.

## Życiorys

### Prezbiterat
Święcenia kapłańskie otrzymał 2 maja 1987 i został inkardynowany do diecezji London. Po kilkuletnim stażu wikariuszowskim został skierowany na studia do Rzymu na studia z zakresu teologii moralnej. Po powrocie do kraju został wykładowcą seminarium w London, a w 1997 został rektorem tej uczelni.

### Episkopat
6 listopada 2009 papież Benedykt XVI mianował go biskupem pomocniczym archidiecezji Toronto, ze stolicą tytularną Furnos Minor. Sakry biskupiej udzielił mu 12 stycznia 2010 biskup diecezji London - Ronald Fabbro.
8 kwietnia 2014 papież Franciszek mianował go biskupem diecezjalnym Peterborough.
4 stycznia 2017 został mianowany biskupem Calgary, zaś 27 lutego 2017 kanonicznie objął urząd.